# Вульмантен
Вульмантен (фр. Voulmentin) — муніципалітет у Франції, у регіоні Нова Аквітанія, департамент Де-Севр. Вульмантен утворено 1-1-2013 шляхом злиття муніципалітетів Вультегон i Сен-Клемантен. Адміністративним центром муніципалітету є Сен-Клемантен. Населення — 1124 особи (01.01.2021).